# Людовик II (граф Фландрии)

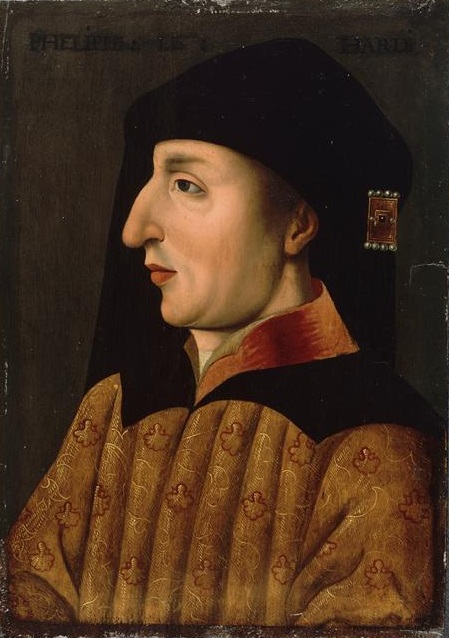
Зять Людовика II герцог Бургундии Филипп II Смелый

Людовик (Луи) II Мальский (фр. Louis de Male; 25 ноября 1330, замок Маль в Брюгге, Фландрия — 30 января 1384, Лилль или Сен-Омер, Фландрия) — граф Фландрии с 1346 года, граф Невера и де Ретеля под именем Людовик III с 1346 года, граф Артуа и пфальцграф Бургундии с 1382 года из дома Дампьер, сын графа Фландрии Людовика I Неверского и Маргариты Французской, графини Артуа и Бургундии, дочери короля Франции Филиппа V Длинного.

## Юность
Будучи сыном французской принцессы, Людовик воспитывался при французском дворе. Он сражался вместе с отцом в битве при Креси, но сумел избежать гибели. Отец его погиб в этой битве, после чего Людовик унаследовал все его владения — графства Фландрия, Невер и Ретель. Людовик смог вернуть контроль над Фландрией, откуда его отец бежал в 1339 году.

## Начало правления (1346—1349)
С ноября новый граф стал править во Фландрии. Но Гент, где господствовали коммуны ткачей, хотел навязать графу английский брак как гарантию снабжения островной шерстью. Молодой граф воспользовался соколиной охотой чтобы убежать во Францию, а затем в Брабант, где в 1347 году он сочетается браком с Маргаритой Брабантской, дочерью союзника короля Франции. Гент незамедлительно восстает (1347—1349).
Но недовольство в городе и желание Брюгге, Лилля и Ипра оспаривать гегемонию ослабило мятеж в Генте, тем более, что ужасная эпидемия чёрной чумы свирепствовала во Фландрии в 1348 году. Вопреки всем ожиданиям, 25 августа 1348 года граф подписал договор о нейтралитете с королём Англии и, оказав давление на оставшиеся восставшие города (Герардсберген, Дендермонде, Ауденарде), вновь победно укрепился во Фландрии. Гентские ткачи были в конечном счете ослаблены из-за усиления других объединений ремесленников.

## Благополучное время (1349—1379)
Граф старался найти баланс между интересами партий, ориентировавшихся на Англию и Францию, а также сохранять нейтралитет в Столетней войне.
После смерти тестя, герцога Брабанта Жана III, он потребовал у его преемников — старшей дочери Жанны и её мужа Венцеля Люксембургского продажи Мехелена и выплаты денежного платежа для своей супруги, что было отклонено. Людовик тогда захватил Брабант и Брюссель и завоевал герцогство. Брабантцы восставали (24-29 октября 1356 года), но неудачно. По итогам заключённого 4 июня 1357 года мирного договора Людовик получил право носить титул герцога Брабантского, а также присоединил к своим владениям Антверпен и Мехелен.
Одним из самых важных дел его правления становится брак единственной дочери и наследницы Маргариты. Этому было посвящена напряженная дипломатическая деятельность, ибо на кону стояло богатое наследство, страстно желаемое англичанами и французами. В 1357 году Маргарита вышла замуж за Филиппа, герцога Бургундского. Смерть молодого герцога в 1361 году спровоцировала неожиданное возвращение Артуа, так как мать Людовика унаследовала эту провинцию.
Расположенный к английскому браку, Людовик II заставил сочетаться Маргариту в 1369 году с новым герцогом Бургундии Филиппом II Смелым, младшим братом короля Франции Карла V, взамен чего валлонская Фландрия (Лилль, Дуэ, Орши) возвращалась к графству (25 апреля 1369 года).

## Внутренняя политика
Людовик укреплял централизованную государственную власть, финансовую и судебную системы. Административная политика графа в значительной мере подготовила будущие действия бургундских герцогов: для того, чтобы уравновешивать власть городов, он присоединил к трем «Членам» Фландрии четвертую — Брюгге, кампании блюда, когда страна окружила порт. Он разделил Совет (Курия) на специализированные органы (будущая совещательная комната судей, судебное заседание совета), Совет теперь стал органом политических дел, отделённый от лица графа. Были также созданы новые должности: судебный правитель, общий сборщик и генеральный прокурор. Граф окружил себя юристами.

## Конец правления (1379—1384)

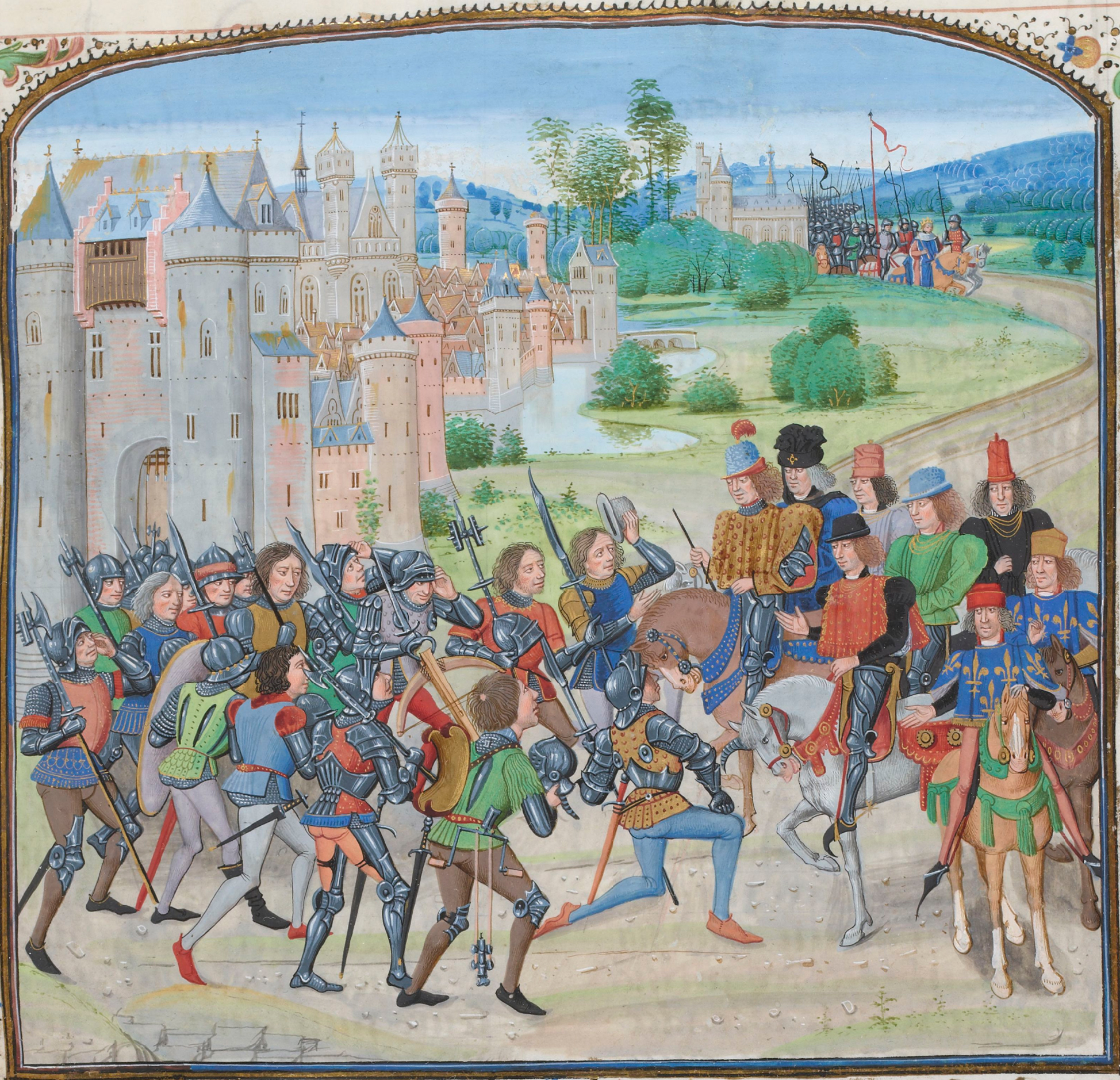
Возвращение короля после Битвы при Розебеке в 1383 году. Средневековая миниатюра, «Хроники Фруассара»

Последние годы были отмечены возобновлением противостояния с горожанами. Требование об оплате жителями Гента проведения рыцарского турнира вызвало мятеж белых шаперонов (названные так из-за знака отличия мятежников), начавшемся в 1379 году и закончившемся только после смерти Людовика. Ткачи захватили власть в Генте (август 1379 года), а затем и в оставшейся части северной Фландрии. Граф укрылся в Лилле, а затем переехал в Брюгге. Там ему удалось чудом спастись, когда мятежники, ведомые Филиппом ван Артевельд, разбили графские войска в битве на Беверхутсвельде и захватили Брюгге. Возвратившийся в Лилль, который он унаследовал от своей матери (9 мая 1382 года), граф был вынужден запросить помощи для подавления восстания у своего сюзерена — французского короля Карла VI .
В октябре 1382 года в Аррасе было собрано 10 тыс. конных воинов, к которым присоединились арбалетчики и пехотинцы. Мост через реку Лис был разрушен, ценой огромного напряжения французам удалось переправиться на другую сторону вброд и, восстановив подручными средствами мост, захватить первый фламандский город Коммин. В следующей битве — при Роозбеке (27 ноября 1382 года), король рвался в сражение, пытаясь принять участие в рукопашной как простой солдат, от чего герцог Бургундский насилу смог его удержать. Французы одержали полную победу, после чего война была практически закончена. Несколько фландрских городов были разграблены, на остальные наложены высокие пошлины и штрафы, иногда превосходившие вчетверо то, что принято было платить при прежних правлениях.
Плодами победы воспользовался зять графа — Филипп II Смелый, который с тех пор начал устанавливать над графством свою власть.
В 1382 году умерла мать Людовика, в результате чего он унаследовал её владения — графства Бургундия и Артуа, значительно увеличив свои владения.
Сам он умер 30 января 1384 года в Лилле. Оба его сына умерли рано, поэтому все его огромные владения (Фландрия, Невер, Ретель, Артуа, Франш-Конте) унаследовала его дочь Маргарита. Эти земли стали основой для Нидерландских владений Бургундского дома.

## Персона
В частной жизни Людовик II предстаёт перед нами как типичный дворянин своего времени. Он поддерживал зоопарк, окружил себя театром бродячих акробатов и организовывал рыцарские турниры, тратя много денег на развлечения. Считается, что у него осталось 11 внебрачных детей. Часто не имея достаточного количества денег, он все больше и больше обирал фламандские города, что вызвало недовольства в Ипре, Брюгге и Генте.

## Брак и дети
Жена: с 1 июля 1347 (Сен-Квентин, Франция) Маргарита Брабантская (9 февраля 1323—1368), дочь Жана III, герцога Брабанта и Лимбурга
- Пьер (ум. 3 марта 1376)
- Шарль
- Маргарита (30 апреля 1350—16/21 марта 1405), графиня Фландрии (Маргарита III), графиня Невера (Маргарита I), пфальцграфиня Бургундии и графиня Артуа (Маргарита II) с 1384, Ретеля (Маргарита I) в 1384—1402; 1-й муж: с 14 мая 1357 Филипп I Руврский (5 августа 1346 — 21 ноября 1361), граф Артуа и пфальцграф Бургундии с 1347, граф Оверни и Булони с 1360; 2-й муж: с 19 июня 1369 (Гент) Филипп II Смелый (7 января 1342 — 27 апреля 1404), герцог Бургундии с 1363